# Namco Tales Studio
Namco Tales Studio (株式会社ナムコ・テイルズスタジオ?, Kabushiki-gaisha Namuko Teiruzu Sutajio) è stata un'azienda produttrice di videogiochi. È nota per la serie di videogiochi Tales of.
Fondata nel 1987 come Wolf Team (ウルフ・チーム?), divenne in seguito parte di Telenet Japan. Nel 2003 la società venne venduta a Namco e continuò ad operare fino al 2011, quando venne assorbita da Namco Bandai Games.